# Kourisodon

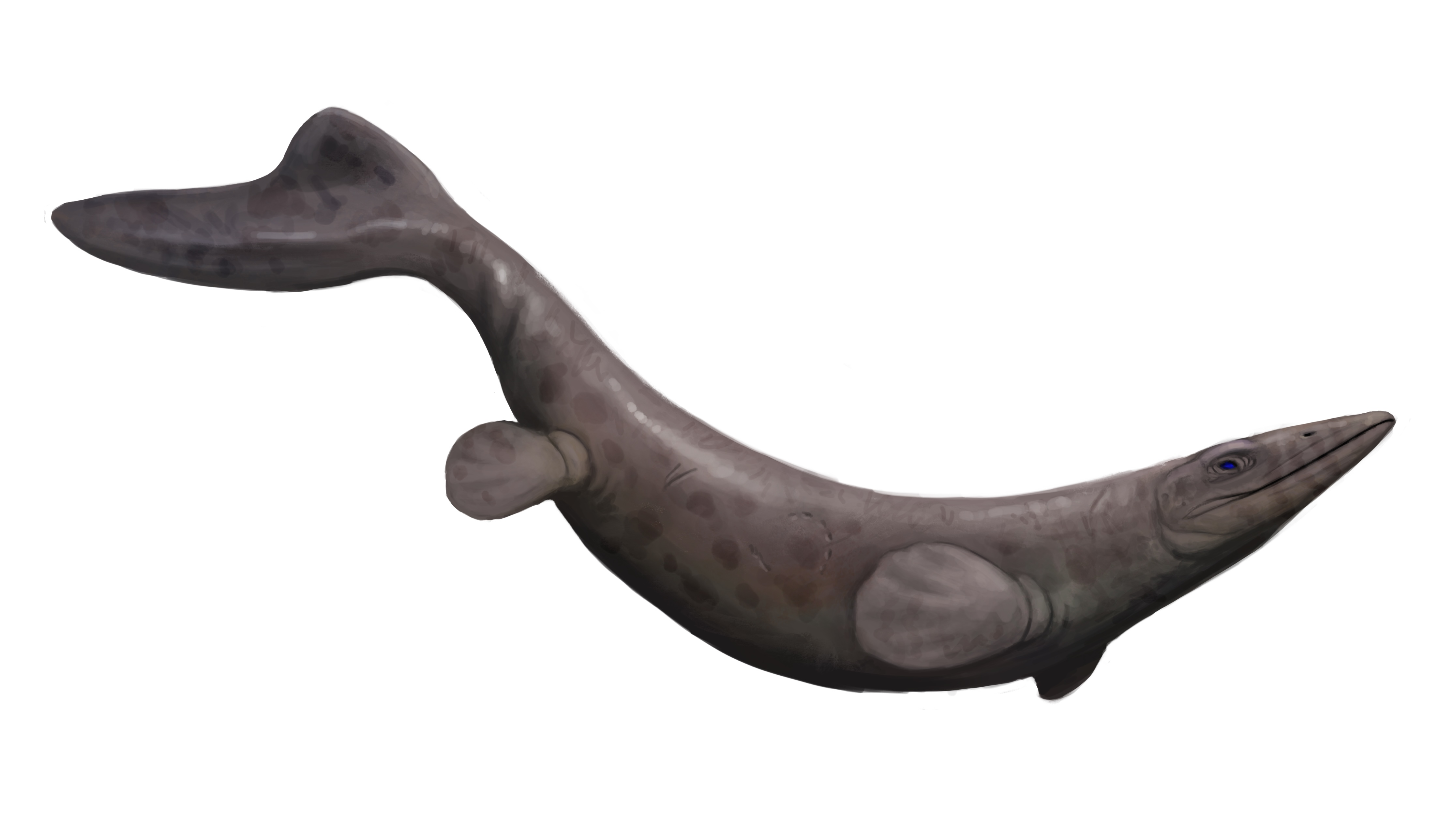
Реставрація

Kourisodon — вимерлий рід мозазаврів. Скам'янілості були знайдені на острові Ванкувер у Британській Колумбії, Канада, а також у групі Ізумі в Японії. Ці знахідки датуються пізнім сантонським етапом і пізнім кампанським до пізнього маастрихтського періоду, відповідно, пізньої крейди. Kourisodon спочатку був описаний як член "Leiodontini", пізніше як "Clidastine".